# Discografia dei Doves
In questa pagina è presente la discografia del gruppo alternative rock inglese, Doves. 

## Album in studio
- 2000 - Lost Souls
- 2002 - The Last Broadcast
- 2003 - Lost Sides
- 2005 - Some Cities
- 2009 - Kingdom of Rust

## EP
- 1999 - Cedar EP
- 1999 - Sea EP
- 1999 - Here It Comes
- 2005 - Live at Eden
- 2006 - Some Cities Live EP

## Singoli
| Canzone                     | Data di pubblicazione | Official Singles Chart | Album              |
| --------------------------- | --------------------- | ---------------------- | ------------------ |
| Here It Comes               | 2 agosto 1999         | 73                     | Lost Souls         |
| The Cedar Room              | 20 marzo 2000         | 33                     | Lost Souls         |
| Catch the Sun               | 29 maggio 2000        | 32                     | Lost Souls         |
| The Man Who Told Everything | 30 ottobre 2000       | 33                     | Lost Souls         |
| There Goes the Fear         | 15 aprile 2002        | 3                      | The Last Broadcast |
| Pounding                    | 22 luglio 2002        | 21                     | The Last Broadcast |
| Caught by the River         | 14 ottobre 2002       | 29                     | The Last Broadcast |
| Black and White Town        | 7 febbraio 2005       | 6                      | Some Cities        |
| Snowden                     | 9 maggio 2005         | 17                     | Some Cities        |
| Sky Starts Falling          | 12 settembre 2005     | 45                     | Some Cities        |

## Compilation
- 2007 - There Goes The Fear (live)

## DVD
- 2002 - Pounding
- 2003 - Where We're Calling From
- 2005 - Some Cities
- 2005 - Sky Starts Falling

## Discografia dei Sub Sub

### Singoli
- Space Face (Ten Records, 1991)
- Coast EP (Rob's Records, 1992)
- Ain't No Love (Ain't No Use) (Rob's Records, 1993)
- Angel (Rob's Records, 1994)
- Respect (Rob's Records, 1994)
- Southern Trees (Rob's Records, 1994)
- Smoking Beagles (Rob's Records, 1996)
- This Time I'm Not Wrong (Rob's Records, 1997)

### Album
- Full Fathom Five (Rob's Records), 1994)
- Delta Tapes (Cortex, 1998)